# غاري ماكينون
غاري ماكينون أو جاري ماكينون (بالإنجليزية: Gary McKinnon)‏ ولد 10 فبراير 1966 في إسكتلندا هو مسؤول نظام الأختراق الذي تم إتهامه في عام 2002 بارتكاب «أكبر اختراق كمبيوتر عسكري علي مر العصور» ،  على الرغم من أن ماكينون نفسه ذكر أنه كان يبحث فقط عن الأدلة من قمع الطاقة الحرة والتستر على نشاط الجسم الغريب والتقنيات الأخرى التي قد تكون مفيدة للجمهور. وفي 16 أكتوبر 2012، بعد سلسلة من الإجراءات القانونية في بريطانيا قالت وزيرة الداخلية البريطانية تيريزا ماي ان غاري ماكينون لن يسلم إلى الولايات المتحدة.

## إتهامه
اتُهم غاري ماكينون باختراق 97 حاسوبًا عسكريًا ووكالة ناسا التابعة للولايات المتحدة على مدار 13 شهرًا بين فبراير 2001 ومارس 2002 ، في منزل عمة صديقته في لندن، باستخدام اسم «سولو»، وذكرت السلطات الأمريكية أنه حذف الملفات الحساسة من أنظمة التشغيل، التي أغلقت شبكة الجيش العسكرية في واشنطن التابعة للوحدات العسكرية في واشنطن والتي تضم 2000 جهاز كمبيوتر لمدة 24 ساعة. كما نشر ماكينون أيضًا إخطارًا على موقع الجيش على الويب: «أمانك هو حماقة». بعد هجمات 11 سبتمبر 2001، قام بحذف قطع من الأسلحة في محطة إيرل البحرية، مما جعل شبكته المكونة من 300 جهاز كمبيوتر غير صالحة للعمل، وشلت عمليات تسليم إمدادات الأسلحة للاسطول الأطلسي للبحرية الأمريكية. كما اتهم غاري ماكينون بنسخ البيانات وملفات الحساب وكلمات المرور على جهاز الكمبيوتر الخاص به. وذكرت السلطات الأمريكية أن تكلفة تعقب المشاكل التي تسبب فيها وتصحيحها تجاوزت 700 ألف دولار
على الرغم من عدم اعترافها بأنها تشكل دليلاً على التدمير، إلا أن ماكينون اعترف بترك تهديد على كمبيوتر واحد قائلا (إن السياسة الخارجية الأمريكية تشبه الإرهاب الذي ترعاه الحكومة هذه الأيام... لم يكن من الخطأ أن يكون هناك موقف أمني كبير في 11 سبتمبر من العام الماضي... أنا سولو. سأستمر في تعطيل على أعلى المستويات) 
ذكرت السلطات الأمريكية أن ماكينون كان يحاول التقليل من أفعاله. وقال ضابط كبير في البنتاغون لصحيفة صنداي تلجراف وقالت: (سياسة الولايات المتحدة هي مكافحة هذه الهجمات بأقوى ما يمكن. كنتيجة لأفعال السيد غاري ماكينون، عانينا من أضرار بالغة. لم يكن هذا حادثة غير ضارة. لقد تسبب في أضرار بالغة الخطورة ومتعمدة لأجهزة الكمبيوتر العسكرية وأجهزة ناسا، وترك رسائل سخيفة ومعادية لأمريكا. كانت جميع الأدلة أن شخصًا ما كان يقوم بهجوم خطير جدًا على أنظمة الكمبيوتر الأمريكية).

## اعتقاله
أجريت أول مقابلة مع غاري ماكينون من قبل الشرطة في 19 مارس 2002. وبعد هذه المقابلة، قامت السلطات بمصادرة جهاز الكمبيوتر الخاص به ثم تمت المقابلة مرة أخرى في 8 أغسطس 2002 ، هذه المرة من قبل وحدة الجرائم التقنية الوطنية في المملكة المتحدة (NHTCU).
في نوفمبر 2002 ، وجهت هيئة محلفين عليا اتحادية في ماكينون إلى المحكمة العليا في ولاية فرجينيا.  تضم لائحة الاتهام سبع تهم تتعلق بالجرائم المتعلقة بالحواسيب، وكان لكل منها حكم محتمل بالسجن لمدة عشر سنوات.
إجراءات تسليمه
أصبح ماكينون حراً دون قيد لمدة ثلاث سنوات حتى يونيو 2005 (حتى بعد أن سنت المملكة المتحدة قانون تسليم المجرمين لعام 2003، الذي نفذ معاهدة تسليم المجرمين مع الولايات المتحدة في عام 2003، حيث لم تكن الولايات المتحدة بحاجة إلى تقديم أدلة متضاربة)، عندما أصبح موضوعًا لكفالة شروط بما في ذلك شرط لتسجيل الدخول في مركز الشرطة المحلية كل مساء والبقاء في عنوان منزله في الليل.
إذا تم تسليم ماكينون إلى الولايات المتحدة واتهمته، فقد واجه ما يصل إلى 70 عامًا في السجن. كما أعرب عن مخاوفه من أنه يمكن إرساله إلى خليج جوانتانامو
نداء إلى مجلس اللوردات
الممثل العام عن ماكينون في مجلس اللوردات في 16 يونيو 2008 ، أخبر محامو القانون اللوردات القانونيين أن المدعين العامين قالوا إن ماكينون يواجهون احتمال محتمل بالسجن لمدة تتراوح بين 8 و 10 سنوات إذا ما اعترض على التهم (كانت هناك سبع تهم) دون أي فرصة للعودة إلى الوطن. ولكن فقط 37-46 شهرا إذا كان تعاون وذهب طوعا إلى الولايات المتحدة. لا تعتبر الصفقات القائمة على الأسلوب الأميركي جزءًا من الفقه الإنجليزي (على الرغم من أنه من الممارسات المعتادة تخفيض العقوبة بمقدار الثلث بالنسبة للمتهم الذي يقر بذنبه) وقد أكد محامو مكينون أن هذا كان بمثابة الترهيب لإجبار ماكينون على القيام بذلك. التنازل عن حقوقه القانونية. كما ذكر ماكينون أنه قيل له إنه يمكن أن يقضي جزءاً من عقوبته في المملكة المتحدة إذا تعاون. رفض العرض لأن الأمريكيين لن يضمنوا هذه التنازلات.
قال محامي ماككين إن لوردات القانون قد ينكرون تسليمهم إذا كان هناك إساءة استخدام للعملية: «إذا كانت الولايات المتحدة ترغب في استخدام عمليات المحاكم الإنجليزية لضمان تسليم مجرم مزعوم، فعليها أن تلعب وفقا لقواعدنا».
رفض مجلس اللوردات هذه الحجة، حيث قضى الحكم الرئيسي على أن «الاختلاف بين النظام الأمريكي ومصلحتنا ليس صادمًا للغاية كما تقترح حجة ماكينون» أن إجراءات التسليم يجب أن «تستوعب الاختلافات القانونية والثقافية بين النظم القانونية للعديد من الدول الصديقة الأجنبية التي دخلت معها المملكة المتحدة في ترتيبات تسليم متبادلة».
استمرار الدفاع (الطعن)
ناشد ماكينون المحكمة الأوروبية لحقوق الإنسان،  التي فرضت لفترة وجيزة حظر على التسليم، ولكن تم رفض طلب الاستئناف.
في 23 يناير 2009، حصلت ماكينون على إذن من المحكمة العليا للتقدم بطلب مراجعة قضائية ضد تسليمه.
في 31 يوليو 2009، أعلنت المحكمة العليا أن ماكينون قد خسر هذا النداء ثم تقدم فريق ماكينون القانوني، والمحامي كارين تودنر ومحاميه بن كوبر، بطلب المراجعة القضائية في رفض وزير الداخلية للأدلة الطبية، والتي ذكرت أنه عندما كان من السهل محاكمته في المملكة المتحدة، كان ذلك غير ضروري، قاسية وغير إنسانية لإلحاق مزيد من الضغط من أجل إبعاده عن موطنه وعائلته وشبكته للدعم الطبي.
الحكومة البريطانية تمنع تسليمه
في 16 أكتوبر 2012 ، أعلنت وزيرة الداخلية آنذاك، تيريزا ماي، أمام مجلس العموم أنه تم حظر التسليم، قائلاً: السيد ماكينون متهم بجرائم خطيرة. ولكن ليس هناك شك أيضا في أنه مريض للغاية لديه متلازمة أسبرجر، ويعاني من مرض الاكتئاب. إن تسليم السيد ماكينون من شأنه أن يثير مثل هذا الخطورة الشديدة المتمثلة في أنه سينتهي بحياته بأن قرار التسليم سوف يكون متعارضاً مع حقوق السيد مكينون الإنسانية.
وذكرت أن مدير النيابات العامة سيحدد ما إذا كان ينبغي محاكمة ماكينون أمام محكمة بريطانية.
في 14 ديسمبر، أعلن مدير النيابة العامة، كير ستارمر، أن ماكينون لن تتم مقاضاته في المملكة المتحدة، بسبب الصعوبات التي ينطوي عليها رفع دعوى ضده عندما كانت الأدلة في الولايات المتحدة.